# 鯖瀬駅
鯖瀬駅（さばせえき）は、徳島県海部郡海陽町浅川字鯖瀬口にある、四国旅客鉄道（JR四国）牟岐線の駅である。駅番号はM25。

## 歴史
- 1973年（昭和48年）10月1日：駅員無配置駅として[3]、開業[2][4]。
- 1987年（昭和62年）4月1日：国鉄分割民営化により、JR四国の駅となる[2]。
- 2020年（令和2年）
  - 7月18日：牟岐駅 ‐ 海部駅間DMV関連工事開始により、当駅を含む同区間が工事完了まで代行バス輸送となる[5]。
  - 11月1日：2021年春からの阿佐海岸鉄道によるDMV運行開始に先立ち、阿波海南駅 - 海部駅間が阿佐海岸鉄道阿佐東線へ編入された[6][7][8][9]。但し牟岐駅からの代行バスは、海部駅 - 甲浦駅間の工事開始まで、引き続きJR四国により11月30日まで海部駅発着で運行された。
  - 12月1日：海部駅 - 甲浦駅間のDMV関連工事開始により、牟岐駅からの代行バスが阿波海南駅発着に短縮となり[10]、阿波海南駅にて阿佐海岸鉄道の代行バスヘ乗り継ぐ形に変更となる[6]。
- 2021年（令和3年）
  - 2月1日：牟岐駅 - 阿波海南駅間でのバス代行輸送を終了し、列車の運転を再開[11][12][13]。

## 駅構造
単式1面1線のホームである。駅舎はない。
地上駅だが築堤上に位置し、国道55号横のスロープからホームに上がる。
トイレは駅構内には無く、ホーム下に隣接の、鯖大師本坊の駐車場に男女別で設置されている。

## 駅周辺
- 国道55号
- 八坂八浜
- 鯖大師本坊（四国別格二十霊場4番。徒歩5分）
- 鯖大師へんろ会館（鯖大師本坊に隣接。お遍路さん専用の宿泊施設。2022年11月から営業休止中）[14][15]
- 鯖瀬川
- 大砂海水浴場（徳島バス南部鯖瀬バス停からバスで約3分の大砂バス停下車。徒歩だと約15分）

## バス路線
- 徳島バス南部（鯖瀬バス停）
  - 海部病院（一部便のみ）・牟岐方面
  - 浅川駅前・海南病院（一部便のみ）・海部高校前・海部駅前・宍喰祇園通・宍喰駅前（一部便のみ）・甲浦口・海の駅東洋町方面

前述の代行バスも同じバス停に停車した。

## 隣の駅
四国旅客鉄道（JR四国）
■牟岐線
■普通
牟岐駅 (M24) - 鯖瀬駅 (M25) - 浅川駅 (M26)